# Pousada da Rainha Santa Isabel
A Pousada da Rainha Santa Isabel situa-se no topo da cidade de Estremoz, no interior do Castelo de Estremoz.
Integra a rede Pousadas de Portugal com a classificação de Pousada Histórica.

## História do edifício
A Pousada encontra-se instalada no Castelo de Estremoz do século XIII.
O local do paço real, residência que D. Dinis terá mandado erguer, e onde veio a falecer a sua mulher a Rainha Santa Isabel, viria a ser destruído no século XVII por uma explosão seguida de incêndio ocorrida nas dependências que serviam como depósito de armas, apenas resistindo a Torre de Menagem.
D. João V ordena a sua reconstrução que decorre entre 1738 e 1742 e aí instala uma Sala de Armas para 40 mil espécies. Saqueado durante as invasões francesas o edifício serviu posteriormente, e até meados da década de 1960, para a instalação de unidades militares e estabelecimento de ensino.
A área que engloba a pousada foi classificada como Monumento Nacional em 1924 (Dec. nº 9.842, DG 137 de 20 de Junho de 1924) e em 1972 foi estabelecida uma Zona Especial de Protecção em torno do monumento (DG 52 de 2 de Março de 1972).
Entre 1967 e 1988 decorreu a adaptação do espaço a pousada segundo projecto do arquitecto Rui Angelo do Couto.

## A Pousada
Na decoração da pousada predominam peças de mobiliário dos séculos XVII e XVIII, altos relevos em talha dourada, pinturas de figuras da realeza e tapeçarias antigas.
Nos aposentos, de realçar as camas com dossel em ferro forjado ou madeira com as armas reais de Portugal e de Espanha (evocando a origem de Aragão da Rainha Santa Isabel).
Dos seus pequenos jardins, circundados por ameias, ou da sala de estar no 1º piso, obtém-se uma vista panorâmica sobre a cidade e a planície alentejana.
A pousada possui 29 quartos e uma "Suite Real".